# Листяні ліси Ціньліню
Листяні ліси Ціньліню (ідентифікатор WWF: PA0434) — палеарктичний екорегіон помірних широколистяних та мішаних лісів, розташований в Центральному Китаї. 

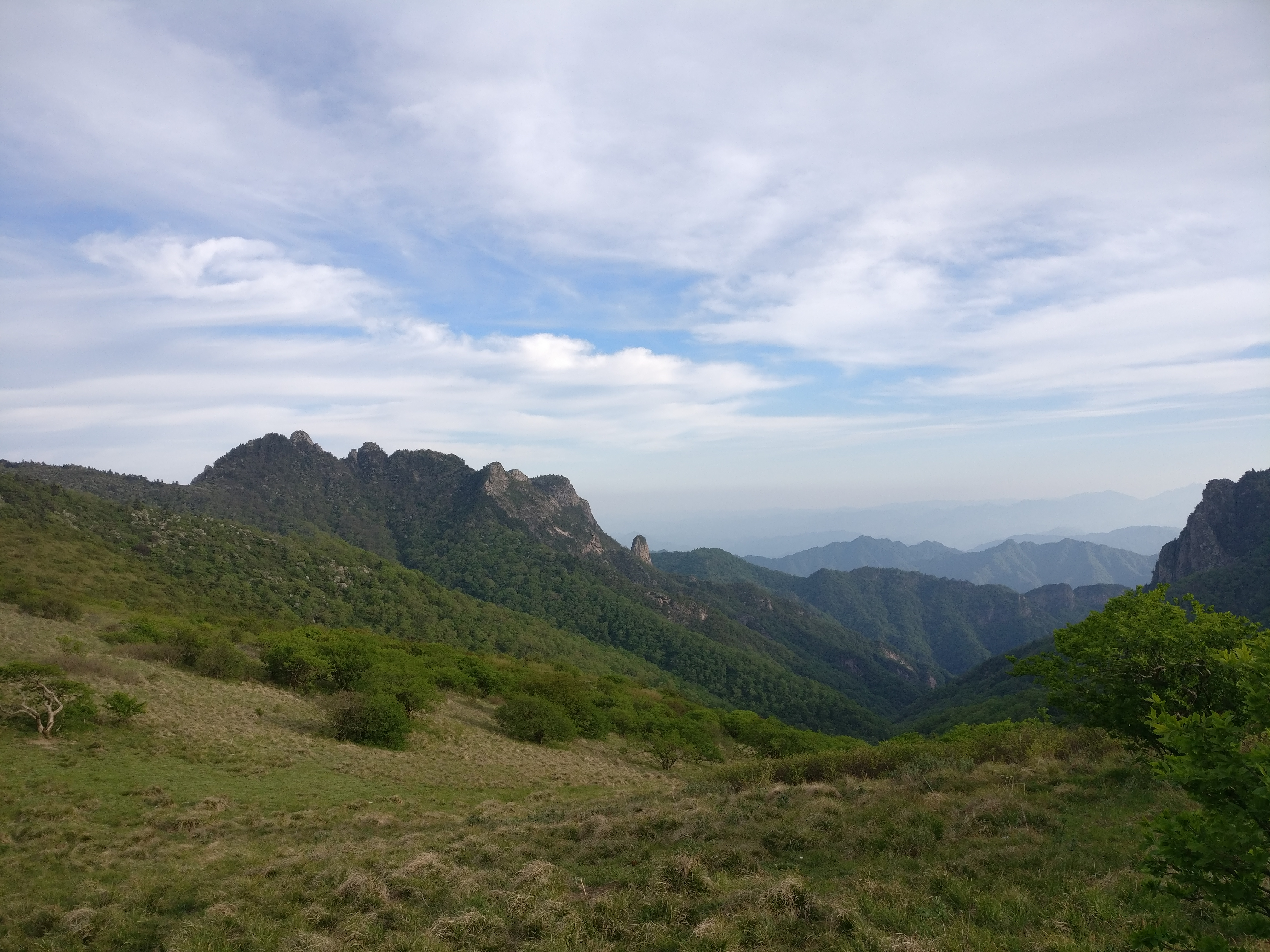
Високогір'я Ціньліню

## Географія
Екорегіон листяних лісів Ціньліню охоплює гори Ціньлін, які простягаються із заходу на схід від півдня Ганьсу і півночі Сичуаню через південні райони провінції Шеньсі до західного Хенаню і північно-західного Хубею. Найвищими горами регіону є Тайбайшань висотою 3767 м та Хуашань висотою 2160 м. Гори Ціньлін утворилися в тріассовому періоді, понад 200 мільйонів років тому, коли Південнокитайська плита, рухаючись на північ, зіштовхнулася з Північнокитайською плитою. Нещодавна тектонічна активність, спричинена триваючим зіткненням Індії з рештою Азії, призвела до підняття Тибетського плато та до повторного підняття Ціньліню.
Гори Ціньлін традиційно вважалися межею між Північним та Південним Китаєм. Вони розділяють басейн Хуанхе, розташований північніше, та басейн Янцзи, розташований південніше. Вони також є важливим біогеографічним бар'єром, який відділяє помірні листяні ліси, поширені на північ від нього, від субтропічних вічнозелених лісів, поширених на південь від нього.
На південь від Ціньліню розташована Ханьчжунська западина, по якій протікає річка Ханьшуй, найбільша притока Янцзи. Ця западина відділяє гори Ціньлін від гір Дабашань, які простягаються паралельно їм із заходу на схід, обмежуючи з півночі Сичуанську западину. В цих горах поширені вічнозелені ліси Дабашаню. На північ і схід від Ціньліню поширені мішані ліси Північнокитайської рівнини та вічнозелені ліси Чанцзянської рівнини, на північний захід — мішані ліси Лесового плато, а на захід — хвойні ліси Цюнлайшаню та Міньшаню та хвойні ліси Ціляньшаню.

## Клімат
В горах регіону переважає вологий континентальний клімат (Dwb за класифікацією кліматів Кеппена). Оскільки схили Ціньліню звернені на північ, вони зазнають впливу сильних, холодних зимових вітрів, тому флора і фауна регіону мають помірний характер. Температури взимку тут на 13 °C нижчі, ніж в горах Дабашаню на тій же висоті. Середньорічна кількість опадів в регіоні коливається від 850 до 950 мм, хоча подекуди вона становить лише 700 мм.

## Флора
В передгір'ях Цинліню поширені листяні ліси, основу яких складають найгостріші дуби (Quercus acutissima), китайські коркові дуби (Quercus variabilis), волоські горіхи (Juglans regia), а також різні види в'язів (Ulmus spp.), кленів (Acer spp.), ясенів (Fraxinus spp.) та каркасів (Celtis spp.). Серед вічнозелених дерев, що зустрічаються в цих лісах, слід відзначити китайський кам'яний дуб (Castanopsis sclerophylla), сизий дуб (Quercus glauca) та сосну Массона (Pinus massoniana). Незважаючи на те, що багато з цих видів дерев мають родичів у лісах Європи та Північної Америки, таксономічне різноманіття всередині більшості цих родів значно вище в Центральному Китаї, ніж у Європі.
На середніх висотах екорегіону поширені мішані ліси, основу яких складають білі китайські сосни (Pinus armandii) у поєднанні з березами (Betula spp.), дубами (Quercus spp.) та грабами (Carpinus spp.). На висоті від 2600 до 3000 м над рівнем моря поширені субальпійські ліси, основу яких складають ялиці Фаржа (Abies fargesii), шеньсійські ялиці (Abies chensiensis), китайські модрини (Larix potaninii) та берези (Betula spp.). В підліску субальпійських лісів поширені густі чагарникові зарості рівновисоких рододендронів (Rhododendron fastigiatum) та бамбукові зарості, в яких переважають бамбуки з роду Pseudosasa. На альпійських луках, поширених на висоті понад 3000 м над рівнем моря, зустрічаються деякі плейстоценові релікти та цінні лікарські рослини.
Загалом в лісах екорегіону зустрічається близько 3000 видів рослин. Серед рідкісних рослин, що зустрічаються в регіоні, слід відзначити дволопатеве ґінко (Ginkgo biloba), один з найстаріших видів дерев на Землі, а також воронкову пухирчатку (Physochlaina infundibularis) та мяотайський клен (Acer miaotaiense). Порівняно з вічнозеленими лісами Дабашаню, в лісах Ціньліню зустрічається менше ендемічних видів рослин.

## Фауна
Серед поширених в екорегіоні ссавців слід відзначити чубатого оленя (Elaphodus cephalophus), суматранського серау (Capricornis sumatraensis), китайського горала (Naemorhedus griseus), карликову кабаргу (Moschus berezovskii), північного свиноборсука (Arctonyx albogularis), червоно-білу велетенську летягу (Petaurista alborufus) та рідкісну червону панду (Ailurus fulgens). Серед хижих ссавців, що зустрічаються в регіоні, слід відзначити вовка (Canis lupus), гімалайського ведмедя (Ursus thibetanus), леопарда (Panthera pardus), бенгальського кота (Prionailurus bengalensis), золотисту котопуму (Catopuma temminckii) та дуже рідкісну димчасту пантеру (Neofelis nebulosa). Дуже рідкісними ендеміками регіону є золоті такіни (Budorcas taxicolor bedfordi), хубейські золоті рінопітеки (Rhinopithecus roxellana hubeiensis) та цинлінські панди (Ailuropoda melanoleuca qinlingensis), які вирізняються меншими розмірами, порівняно зі звичайними великими пандами (Ailuropoda melanoleuca), а також тим, що мають коричневе, а не чорно-біле хутро.
Серед поширених в екорегіоні птахів слід відзначити синьогорлого трагопана (Tragopan temminckii), китайського мікадо (Syrmaticus reevesi), ітагіна (Ithaginis cruentus), кокласа (Pucrasia macrolopha), золотого фазана (Chrysolophus pictus), беркута (Aquila chrysaetos), китайського повзика (Sitta villosa), сичуанського вівчарика (Phylloscopus forresti), сичуанського куцокрила (Locustella chengi), чорноголового ополовника (Aegithalos glaucogularis), китайську сутору (Sinosuthora conspicillata), сіроголову фульвету (Fulvetta cinereiceps), гірську фульвету (Fulvetta striaticollis), рудоплечу фульвету (Fulvetta ruficapilla), латухію (Emberiza siemsseni), далекосхідну синицю (Parus minor) та жовточереву синицю (Pardaliparus venustulus). Серед майже ендемічних представників регіону слід відзначити сичуанського підкоришника (Certhia tianquanensis), смугастобоку чагарницю (Ianthocincla lunulata), строкатого соловейка (Calliope obscura), трипалу сутору (Cholornis paradoxus), китайську гаїчку (Poecile davidi), сіроголового ополовника (Aegithalos fuliginosus) та імейського вівчарика (Phylloscopus emeiensis). Червононогі ібіси (Nipponia nippon) раніше були широко поширені на Далекому Сході, однак наразі вони збереглися лише в горах Ціньлін. Ендеміками регіону є рудоголові соловейки (Larvivora ruficeps).

## Збереження
Оцінка 2017 року показала, що 13 015 км², або 11 % екорегіону, є заповідними територіями. Природоохоронні території включають: Національний природний заповідник Фупін, Національний природний заповідник Чжоучжи та Національний природний заповідник Танцзяхе.